# Pomy (Aude)
Pour les articles homonymes, voir Pomy.
Pomy  est une commune française située dans l'ouest du département de l'Aude en région Occitanie.
Sur le plan historique et culturel, la commune fait partie du Razès, un pays historiquement très étendu, qui ne se résume aujourd'hui qu'aux collines de la Malepère et au bas Razès au centre et au sud, limité par le pays de Sault. Exposée à un climat océanique altéré, elle est drainée par le Blau et par un autre cours d'eau.
Pomy est une commune rurale qui compte 51 habitants en 2022, après avoir connu un pic de population de 164 habitants en 1806. Ses habitants sont appelés les Pominois et ses habitantes les Pominoises.

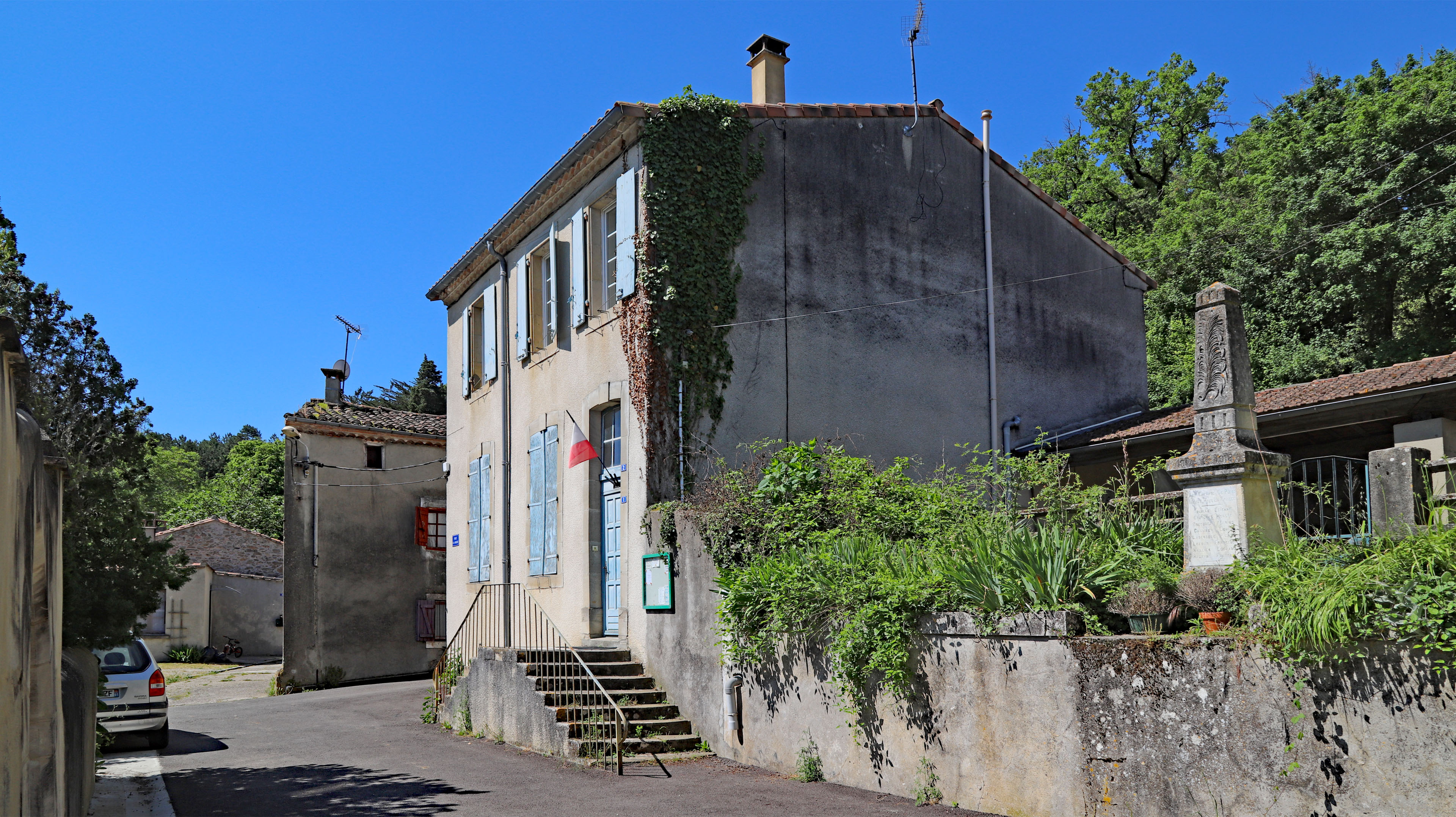
La mairie ancienne école.

## Géographie

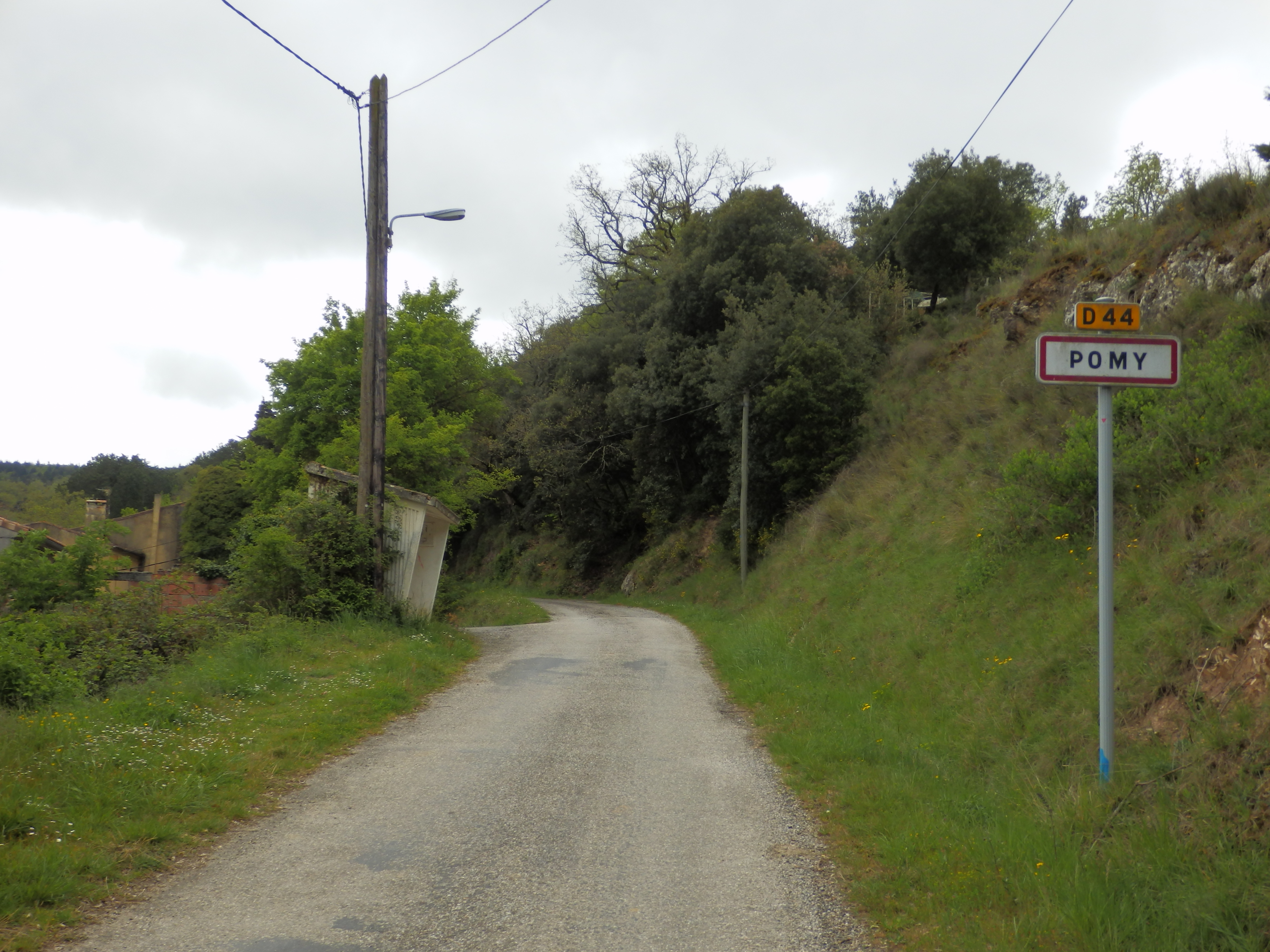
La D 44 l'entrée de Pomy.

### Localisation
La commune est située entre Limoux et Mirepoix.

### Communes limitrophes
Les communes limitrophes sont  Courtauly, Monthaut, Peyrefitte-du-Razès et Villelongue-d'Aude.
|                     | Monthaut  |                    |
| Peyrefitte-du-Razès | Pomy      | Villelongue-d'Aude |
|                     | Courtauly |                    |

### Hameaux et lieux-dits
Le village, relativement petit, s'apparenterait plutôt à un hameau. La commune, rurale, est essentiellement composée de fermes : Saint-Pierre, la Jasse, Perpigna, le Rouget, Lauzette, Irlat, Mellies, le Clot...

### Hydrographie
La commune est pour partie dans le bassin de la Garonne, au sein du bassin hydrographique Adour-Garonne, et pour partie dans la région hydrographique « Côtiers méditerranéens », au sein du bassin hydrographique Rhône-Méditerranée-Corse. Elle est drainée par le Blau et le ruisseau de Rivel, qui constituent un réseau hydrographique de 4 km de longueur totale,.
Le Blau, d'une longueur totale de 16,1 km, prend sa source dans la commune de Pomy et s'écoule vers l'est puis se réoriente vers le nord-est. Il traverse la commune et se jette dans la Sou à Saint-Martin-de-Villereglan, après avoir traversé 7 communes.

### Climat
Pour des articles plus généraux, voir Climat de l'Occitanie et Climat de l'Aude.
En 2010, le climat de la commune est de type climat océanique altéré, selon une étude s'appuyant sur une série de données couvrant la période 1971-2000. En 2020, Météo-France publie une typologie des climats de la France métropolitaine dans laquelle la commune est exposée à un climat de montagne ou de marges de montagne et est dans la région climatique Pyrénées orientales, caractérisée par une faible pluviométrie, un très bon ensoleillement (2 600 h/an), un air sec, particulièrement en hiver et peu de brouillards.
Pour la période 1971-2000, la température annuelle moyenne est de 12,6 °C, avec une amplitude thermique annuelle de 15,8 °C. Le cumul annuel moyen de précipitations est de 895 mm, avec 10,5 jours de précipitations en janvier et 5,7 jours en juillet. Pour la période 1991-2020, la température moyenne annuelle observée sur la station météorologique la plus proche, située sur la commune d'Alaigne à 5 km à vol d'oiseau, est de 14,0 °C et le cumul annuel moyen de précipitations est de 673,6 mm,. Pour l'avenir, les paramètres climatiques de la commune estimés pour 2050 selon différents scénarios d'émission de gaz à effet de serre sont consultables sur un site dédié publié par Météo-France en novembre 2022.

### Milieux naturels et biodiversité
Aucun espace naturel présentant un intérêt patrimonial n'est recensé sur la commune dans l'inventaire national du patrimoine naturel,,.

## Urbanisme

### Typologie
Au 1er janvier 2024, Pomy est catégorisée commune rurale à habitat très dispersé, selon la nouvelle grille communale de densité à 7 niveaux définie par l'Insee en 2022.
Elle est située hors unité urbaine et hors attraction des villes,.

### Occupation des sols
L'occupation des sols de la commune, telle qu'elle ressort de la base de données européenne d’occupation biophysique des sols Corine Land Cover (CLC), est marquée par l'importance des forêts et milieux semi-naturels (52,6 % en 2018), une proportion sensiblement équivalente à celle de 1990 (52,8 %). La répartition détaillée en 2018 est la suivante : 
forêts (52,1 %), prairies (25,3 %), zones agricoles hétérogènes (14,9 %), cultures permanentes (7,2 %), milieux à végétation arbustive et/ou herbacée (0,4 %). L'évolution de l’occupation des sols de la commune et de ses infrastructures peut être observée sur les différentes représentations cartographiques du territoire : la carte de Cassini (XVIIIe siècle), la carte d'état-major (1820-1866) et les cartes ou photos aériennes de l'IGN pour la période actuelle (1950 à aujourd'hui).

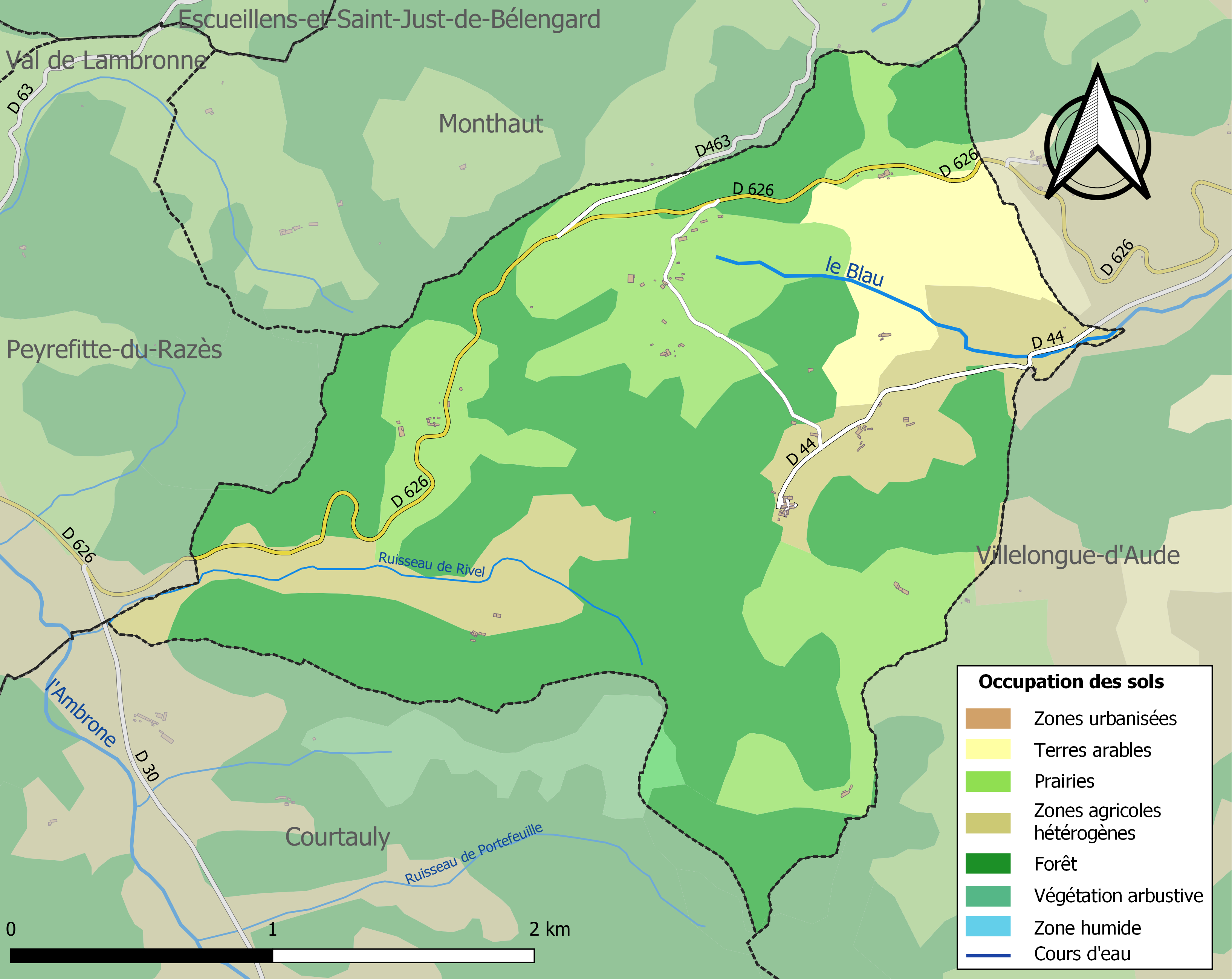
Carte des infrastructures et de l'occupation des sols de la commune en 2018 (CLC).

### Risques majeurs
Le territoire de la commune de Pomy est vulnérable à différents aléas naturels : météorologiques (tempête, orage, neige, grand froid, canicule ou sécheresse) et séisme (sismicité faible). Un site publié par le BRGM permet d'évaluer simplement et rapidement les risques d'un bien localisé soit par son adresse soit par le numéro de sa parcelle.

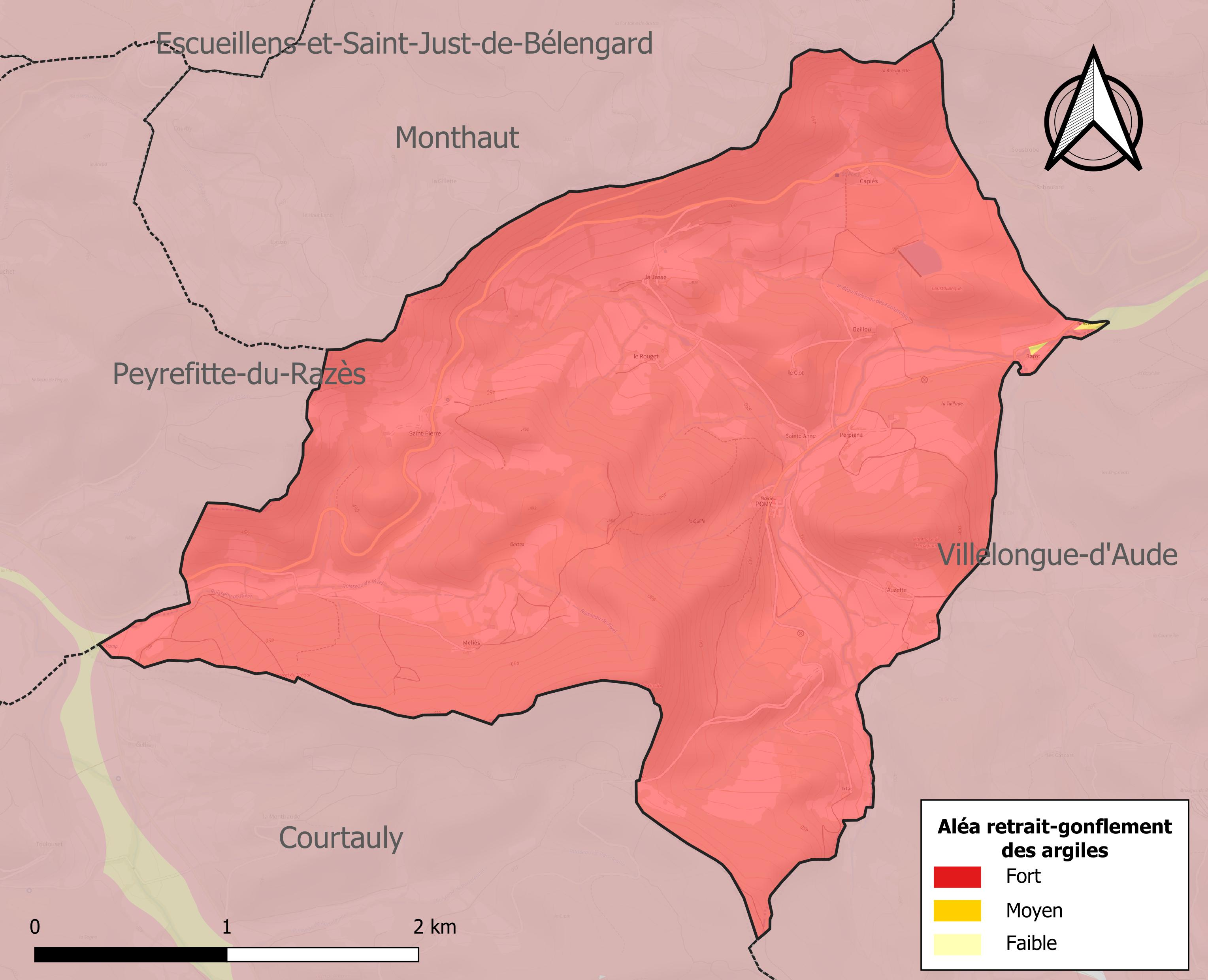
Carte des zones d'aléa retrait-gonflement des sols argileux de Pomy.

Le retrait-gonflement des sols argileux est susceptible d'engendrer des dommages importants aux bâtiments en cas d’alternance de périodes de sécheresse et de pluie. La totalité de la commune est en aléa moyen ou fort (75,2 % au niveau départemental et 48,5 % au niveau national). Sur les 35 bâtiments dénombrés sur la commune en 2019, 35 sont en aléa moyen ou fort, soit 100 %, à comparer aux 94 % au niveau départemental et 54 % au niveau national. Une cartographie de l'exposition du territoire national au retrait gonflement des sols argileux est disponible sur le site du BRGM,.

## Économie

### Emploi
| Division       | 2008   | 2013   | 2018   |
| -------------- | ------ | ------ | ------ |
| Commune        | 6,5 %  | 18,8 % | 15,2 % |
| Département    | 10,2 % | 12,8 % | 12,6 % |
| France entière | 8,3 %  | 10 %   | 10 %   |

En 2018, la population âgée de 15 à 64 ans s'élève à 32 personnes, parmi lesquelles on compte 60,6 % d'actifs (45,5 % ayant un emploi et 15,2 % de chômeurs) et 39,4 % d'inactifs,. En  2018, le taux de chômage communal (au sens du recensement) des 15-64 ans est supérieur à celui du département et de la France, alors qu'en 2008 la situation était inverse.
La commune est hors attraction des villes,. Elle compte 10 emplois en 2018, contre 9 en 2013 et 10 en 2008. Le nombre d'actifs ayant un emploi résidant dans la commune est de 17, soit un indicateur de concentration d'emploi de 58,9 % et un taux d'activité parmi les 15 ans ou plus de 47,8 %.
Sur ces 17 actifs de 15 ans ou plus ayant un emploi, 9 travaillent dans la commune, soit 53 % des habitants. Pour se rendre au travail, 70,6 % des habitants utilisent un véhicule personnel ou de fonction à quatre roues, 5,9 % les transports en commun et 23,5 % n'ont pas besoin de transport (travail au domicile).

### Activités hors agriculture
Un seul établissement relevant d’une activité hors champ de l’agriculture est implanté  à Pomy au 31 décembre 2019.

### Agriculture
|               | 1988 | 2000 | 2010 | 2020 |
| ------------- | ---- | ---- | ---- | ---- |
| Exploitations | 8    | 5    | 5    | 2    |
| SAU (ha)      | 385  | 411  | nd   | 302  |

La commune est dans le Razès, une petite région agricole occupant l'ouest du département de l'Aude, également dénommée localement « Volvestre et Razès ». En 2020, l'orientation technico-économique de l'agriculture  sur la commune est la polyculture et/ou le polyélevage. Deux exploitations agricoles ayant leur siège dans la commune sont dénombrées lors du recensement agricole de 2020 (huit en 1988). La superficie agricole utilisée est de 302 ha,,.

## Histoire
Moyen-Âge :
L’existence d’une église à Pomy est, d’après les sources conservées aux Archives Départementales, très ancienne, puisque le plus vieux document citant l’église date de 1360. Pomy se nomme alors Ponte Mirone et l’Archevêque de Narbonne y prend le tiers de tous les fruits, ainsi qu’aux Rabous de Courtauly, alors dénommés Babone, qui était alors associée à Pomy.
Ce n’est certainement pas la même église, le même bâtiment, que nous pouvons observer actuellement, car elle a subi en six siècles beaucoup de transformations.
La proximité du ruisseau traversant le village, certainement plus large qu’aujourd’hui, et la présence de terre argileuse ont tout naturellement conduit nos ancêtres à construire une tuilerie dans le village, parallèlement à une activité d’élevage et à une exploitation agricole des terres environnantes.
Le village est encore cité dans la période de 1389 à 1589 (sans plus de précision sur la date) et porte le nom de « Ponte Mire ou bien Pomy en la juridiction de Montaud ». Jean Senhier déclare y  «avoir quelque droit ». Jean et Jacques de Monjardin y dénombrent les deux seigneuries de Pomy et Montaud en Razès. Le nom actuel commence donc à apparaître.
De fait, comme dit plus haut, l’étymologie de Pomy n’est pas Pometum (verger, lieu planté de pommiers), comme l’avait d’abord écrit l’abbé Sabarthès avant de faire des recherches plus poussées, mais bien Ponte Mirone (Pont de Mirone).
Renaissance et Grand Siècle:
L’écusson de Pomy, en 1696, est d’or à une bordure de sable.
En 1594 , les archives citent l’église de Poumi, altération occitane de Pomy, et en 1639 , cette dernière date nous mentionnant pour la première fois son patronyme, Saint-Paul.
Le premier compoix de Pomy  qui est conservé aux Archives Départementales qui date d’avant 1687 et les actes notariés du XVIIe siècle  nous parlent des campagnes:
-Saint-Pierre qui est un ancien prieuré : Saint-Pierre d’Aléat et qui garde la clé de Saint Pierre sur ses murs.
-Melliès dont les habitants principaux du hameau sont évidemment (!) des Melliès de père en fils depuis le XVIIe siècle jusqu’à la fin du XIXe siècle, une véritable dynastie de plusieurs siècles, soit au moins 6 générations connues, essaimant dans les hameaux (Beillou) et villages environnants (dont certainement le célèbre cinéaste Georges Meliès, dont les premiers ascendants connus sont de Chalabre début XVIIIe siècle).
-Le Rouget dont les habitants principaux du hameau sont des Cadène de père en fils jusqu’à la fin du XIXe siècle, là aussi une autre dynastie d’au moins 9 générations.
-La Jasse où certains Cadène et Melliès, entre autres habitants, vinrent demeurer.
-Irlat dont la construction remonterait à 1639 si l’on en croit la date peinte à la partie supérieure du mur pignon (illisible maintenant mais visible lors de la visite des historiens des Archives Départementales) et l’ancienneté des faïences anciennes scellées sur la façade est de la maison, dont les habitants se nommaient Irlat mais dont la filiation s’est perdue.
-Perpignan, cité en 1763 dont la dynastie est la famille Bouille, toujours actuellement présente depuis 10 générations, record de longévité pour cette famille.
-Beillou qui se nommait Galiébou, donné à l’occasion de son mariage en 1711 à Antoine Julien Vayre, par le prêtre de Pomy, Jean Bergaud, son oncle, et dont la valeur était estimée à 800 £ivres Tournoises. Celui-ci s’engage à rendre logeable la métairie, qui devait donc déjà être ancienne. Fait curieux, ce prêtre est venu du Cantal en 1702 avec son neveu pour vivre et travailler à Pomy. La distance de 340 km ne leur a pas fait peur. En arrivant, il effectue une « réquisition » devant le Comte et consul de Pomy, le sieur Henry Dupuy, « trouvé au devant du château », pour rénover le presbytère qui est « très mal logeable ». Six ans plus tard, il commence le premier registre paroissial de Pomy, nous permettant de savoir avec exactitude les dates de naissance, mariage et décès des habitants de Pomy.
-Capiès, cité en 1697 avec le Noble André Dupuy seigneur de Capiès et habitant de Limoux .
-D’autres campagnes sont aussi nommées, mais sont aujourd’hui disparues : Cintat, Regord, la borde de Bertran, Cailhol, … peut-être à l'emplacement de La Lauzette...
Siècle des Lumières :
Au XVIIIe siècle, la seigneurie de Pomy est aux mains de Joseph d’Hautpoul, seigneur de Montaut et de Pomy. Il vit à Limoux, mais possède un château à Pomy. D’ailleurs, l’église aurait été restaurée en 1785 par le Seigneur Mr d’Hautpoul, non loin d’une habitation seigneuriale séparée d’environ 30 mètres de l’église, d’après une source de la fin du XIXe siècle . Effectivement, on peut encore admirer un château ancien restauré en partie, avec une bretèche, une fenêtre à meneaux, une grande cheminée, flanqué d’une tour à deux étages avec des encadrements de fenêtre chanfreinés, …
Pomy traverse la Révolution avec quelques péripéties: En l’an II, le 27 Floréal, l’abbé Tailhan démissionne et est sommé de se retirer à 10 lieues de sa résidence. Il avait prêté serment à la Constitution de 1792.
Deux ans plus tard, l’église est  dite « fort délabrée ».
XIXe siècle :
Des visites pastorales au XIXe siècle nous dévoilent une église modeste régulièrement entretenue et restaurée de temps à autre.
En 1807, le visiteur note une chapelle dédiée à Sainte Anne "vétustée"  dont il ne reste que quelques pierres sur le lieu des Chapelles.
En 1875, une de ces visites nous décrivent une église au style ogival un peu surbaissé, agrandie et refaite presque en entier en 1866 et 1867, avec comme aujourd’hui deux autels collatéraux peu décorés adossés à la muraille du fond du chœur, faisant pendant au maître autel en briques plâtrées. « Vu la proximité du maître autel qui vient d‘être renouvelé, ils semblent faire office de crédences. » La pierre sacrée a été prise à l’Evêché, et le sceau épiscopal est apposé à l’un des trois autels. Il n’y a pas de chapelle, pas de tribune, mais une chaire en bois de noyer ciré ordinaire, un chemin de croix en papier d’avant la réparation de 1833, quatre statues: la Sainte Vierge, Saint Paul, Notre Dame de Lourdes, Sainte Germaine. Les fonts baptismaux ne sont pas encore placés. Le clocher est considéré comme ayant une pique assez informe, avec une cloche depuis la grande Révolution. A la question: « Le nombre de chantres est-il suffisant? » La réponse est: « Suffisant ou non, il n’y en a que trois ». Le confessionnal est en mauvais état à cette date. L’acquisition d’une statue de Saint Joseph vient d’être faite.
En 1887 , l’église est décrite comme bien tenue et presque coquette avec voûte et beaux vitraux dans le chœur et dans la nef et un autel majeur « magnifique ».
Cet autel, en briques plâtrées, était décoré de sculptures représentant les quatre évangélistes et sur les côtés des motifs peints.
On peut aussi admirer les 2 vitraux de la nef, Sainte Anne et la Vierge, celui du chœur ayant été détruit et remplacé par un vitrail neuf représentant le Christ en croix. Les statues sont toujours celles de la Sainte Vierge, Saint Paul, dans le chœur, Notre Dame de Lourdes, Sainte Germaine, Saint Joseph et une nouvelle, Saint Antoine de Padoue, dans la nef. La chaire, le confessionnal, le chemin de croix, les fonts  baptismaux dans la salle attenante sont toujours là. Deux stalles sculptées  se sont ajoutées au mobilier.
La carrière de pierre désaffectée qui longe la route de Pomy peut nous faire penser à la riche ressource en grès qui a servi à construire nos maisons et murets.
La population de Pomy a atteint un maximum en 1790 avec 274 habitants, pour une cinquantaine maintenant. Les habitants de Pomy ont subi comme tant de populations rurales l’exode vers les villes, mais continuent cependant à entretenir soigneusement leur patrimoine transmis au fil des siècles.

## Politique et administration

### Liste des maires
| Période   | Période   | Identité     | Étiquette      | Qualité     |
| --------- | --------- | ------------ | -------------- | ----------- |
|           | mars 2001 | Yves Bouille |                | agriculteur |
| mars 2001 |           | Jean Baudeuf | sans étiquette | agriculteur |

Le maire de cette petite commune bucolique est en mars 2001 Jean Baudeuf, agriculteur maintenant retraité habitant au lieu-dit Saint Pierre situé à l'extrême ouest de la commune. Il a succédé à la dynastie des Bouille lors des élections municipales de 2001, après avoir passé une mandature comme premier adjoint. Il a été réélu en 2008. Le maire actuel est depuis 2014 Alain Bouille, reprenant la succession de la dynastie des Bouille.

## Démographie
L'évolution du nombre d'habitants est connue à travers les recensements de la population effectués dans la commune depuis 1793. Pour les communes de moins de 10 000 habitants, une enquête de recensement portant sur toute la population est réalisée tous les cinq ans, les populations de référence des années intermédiaires étant quant à elles estimées par interpolation ou extrapolation. Pour la commune, le premier recensement exhaustif entrant dans le cadre du nouveau dispositif a été réalisé en 2006.

En 2022, la commune comptait 51 habitants, en évolution de −13,56 % par rapport à 2016 (Aude : +2,65 %, France hors Mayotte : +2,11 %).
| 1793 | 1800 | 1806 | 1821 | 1831 | 1836 | 1841 | 1846 | 1851 |
| ---- | ---- | ---- | ---- | ---- | ---- | ---- | ---- | ---- |
| 108  | 144  | 164  | 134  | 150  | 151  | 146  | 150  | 147  |

| 1856 | 1861 | 1866 | 1872 | 1876 | 1881 | 1886 | 1891 | 1896 |
| ---- | ---- | ---- | ---- | ---- | ---- | ---- | ---- | ---- |
| 120  | 116  | 120  | 132  | 109  | 105  | 102  | 95   | 84   |

| 1901 | 1906 | 1911 | 1921 | 1926 | 1931 | 1936 | 1946 | 1954 |
| ---- | ---- | ---- | ---- | ---- | ---- | ---- | ---- | ---- |
| 106  | 110  | 109  | 86   | 81   | 82   | 81   | 73   | 54   |

| 1962 | 1968 | 1975 | 1982 | 1990 | 1999 | 2006 | 2011 | 2016 |
| ---- | ---- | ---- | ---- | ---- | ---- | ---- | ---- | ---- |
| 67   | 20   | 21   | 65   | 62   | 49   | 47   | 58   | 59   |

| 2021 | 2022 | - | - | - | - | - | - | - |
| ---- | ---- | - | - | - | - | - | - | - |
| 53   | 51   | - | - | - | - | - | - | - |

## Culture locale et patrimoine

### Lieux et monuments

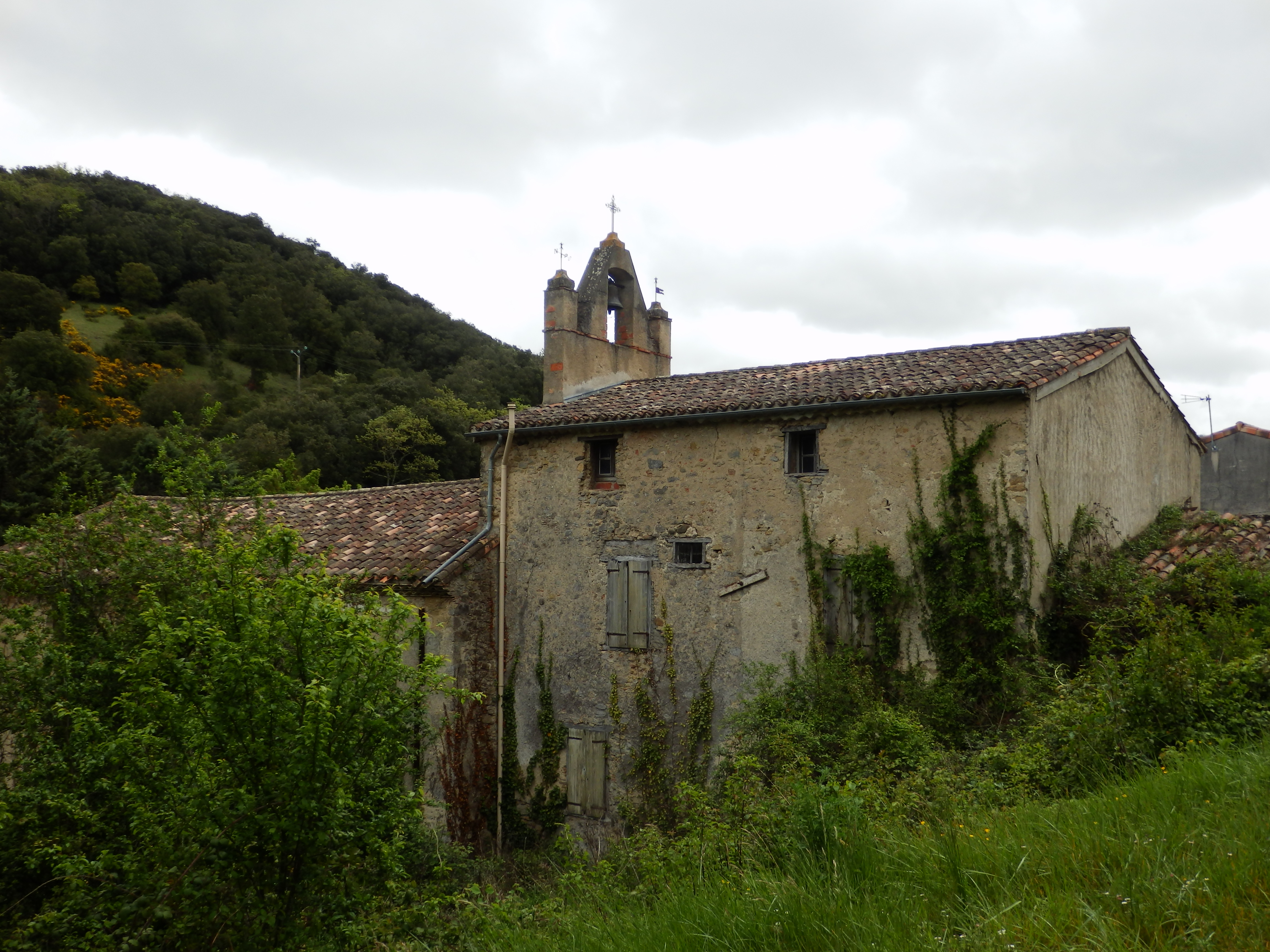
Église Saint-Paul de Pomy.

- Château en ruine (XIIe et XIIIe siècle) dont il reste une tour en assez bon état.
- Église Saint-Paul de Pomy.

### Héraldique
| Blason de Pomy | Blason  | D'or à la bordure de sable.                      |
| Blason de Pomy | Détails | Le statut officiel du blason reste à déterminer. |